# Västeråspartiet
Västeråspartiet var ett politiskt parti registrerat för val till kommunfullmäktige i Västerås kommun, Västmanlands län.
Västeråspartiet ställde första gången upp i 1998 års val, och fick då 1,17 % av rösterna, vilket inte räckte till något mandat i kommunfullmäktige. Från valet 2002 har partiet haft ett samarbete med Folkpartiet i Västerås, vilket 2002 ledde till att Västeråspartiets Lennart Jansson (1926-2019) fick en plats i kommunfullmäktige. Inför 2010 års val avvecklades Västeråspartiet då det slogs ihop med Folkpartiets lokalavdelning